# کیوتسی
کیوتسی (به بلغاری: Kievtsi) یک منطقهٔ مسکونی در بلغارستان است که در شهرستان گابروو واقع شده‌است.